# Gielow
Gielow település Németországban, Mecklenburg-Elő-Pomeránia tartományban. Lakosainak száma 1062 fő (2023. december 31.).

## Népesség
A település népességének változása:
| Lakosok száma | 1088 | 1085 | 1077 | 1079 | 1062 |
|               | 2017 | 2019 | 2021 | 2022 | 2023 |